# Agent 0,5 och kvarten – fattaruväl!
Agent 0,5 och kvarten – fattaruväl! är en svensk film från 1968 i regi av Claes Fellbom. I rollerna ses bland andra Roland Brandhild, Richard Brandhild och Arne Källerud.

## Om filmen
Filmen spelades in i Stockholms skärgård med Arne Brandhild som manusförfattare, fotograf och sedermera klippare. Den premiärvisades på biograf Sergel i Stockholm den 21 december 1968. Den var 81 minuter lång, i färg och barntillåten.

## Handling
Två pojkar på sommarlov blir agenter i skärgården och hjälper polisen att ta fast smugglare.

## Rollista
- Roland Brandhild – 0,5
- Richard Brandhild – Kvarten
- Arne Källerud – Larsson, polisman
- Rolf Bengtsson – Smugglarkungen
- Hans Lindgren – Pappa
- Öllegård Wellton – Mamma
- Barbro Hedström – smugglardrottningen
- Kjell Holgersson – storsmugglaren
- Lennart Tillström
- Hans Ekedahl – Smugglare
- Sten Ardenstam – försäkringsmannen
- Olle Leth	– poliskommissarien
- Jan Thorén – polis
- Jan Lundgren – polis

### Fotnoter
1. 1 2 3  ”Agent 0,5 och kvarten – fattaruväl!”. Svensk Filmdatabas. http://sfi.se/sv/svensk-filmdatabas/Item/?itemid=4811&type=MOVIE&iv=Basic&ref=/templates/SwedishFilmSearchResult.aspx?id%3d1225%26epslanguage%3dsv%26searchword%3dagent+0,5%26type%3dMovieTitle%26match%3dBegin%26page%3d1%26prom%3dFalse. Läst 6 april 2013.